# معركة مقديشو (2010–2011)
معركة مقديشو بدأت في 23 أغسطس 2010 عندما هاجم متمردون من حركة الشباب مواقع الحكومة الصومالية ومنظمة حفظ السلام AMISOM التابعة للاتحاد الأفريقي ووصف متحدث من حركة الشباب منظمة AMISOM بالغزاة وأعلن ما اسماه «الحرب الشاملة» ضدهم، وفي ديسمبر 2010 تم زيادة أعداد قوات حفظ السلام إلى 8000 ولاحقا إلى 9000.